# Sclerasterias alexandri
Sclerasterias alexandri is een zeester uit de familie Asteriidae.
De wetenschappelijke naam van de soort werd in 1905 gepubliceerd door Hubert Ludwig.